# Wolsztyński
Wolsztyński là một huyện thuộc tỉnh Wielkopolskie của Ba Lan. Huyện có diện tích 680 km². Đến ngày 1 tháng 1 năm 2011, dân số của huyện là 55853 người và mật độ 82 người/km².